# 多摩動物公園
多摩動物公園（日语：／）是東京都日野市的動物園，也稱多摩動物園，是與恩賜上野動物園並列的日本知名動物園。作為都市公園的正式名稱為都立七生公園。

## 概要
1958年5月5日開園。最初是作為恩賜上野動物園的分園，園區比恩賜上野動物園大上約4倍。
由於位於丘陵地，地勢起伏多，加上展示動物區之間相隔較遠，園內設有接駁巴士供遊客搭乘。
過去本園由東京都直營，在導入指定管理者制度後，2006年4月1日起與恩賜上野動物園、葛西臨海水族園、井之頭自然文化園一同移交給公益財團法人東京動物園協會營運。

## 園內組成

### 亞洲園
紅毛猩猩天空步道（オランウータンのスカイウォーク）
由鐵塔與鋼索組成，全長150公尺。
猛禽舍
半圓形巨籠中飼養著白尾海雕與金鵰。
亞洲山岳區（アジアの山岳ゾーン）
展示雪豹、小貓熊、羚牛。
馬來貘水邊（マレーバクの水辺）
透過玻璃觀察馬來貘在水中活動的情形。
鼴鼠之家（モグラの家）
透過玻璃觀察鼴鼠在土中的巢穴。也展示日本最小的哺乳類東京尖鼠。
亞洲沼地（アジアの沼地）
重現亞洲小爪水獺、印度犀牛、水牛、水鳥的棲息地。
亞洲平原（アジアの平原）
展示狼、蒙古野馬。

### 非洲園

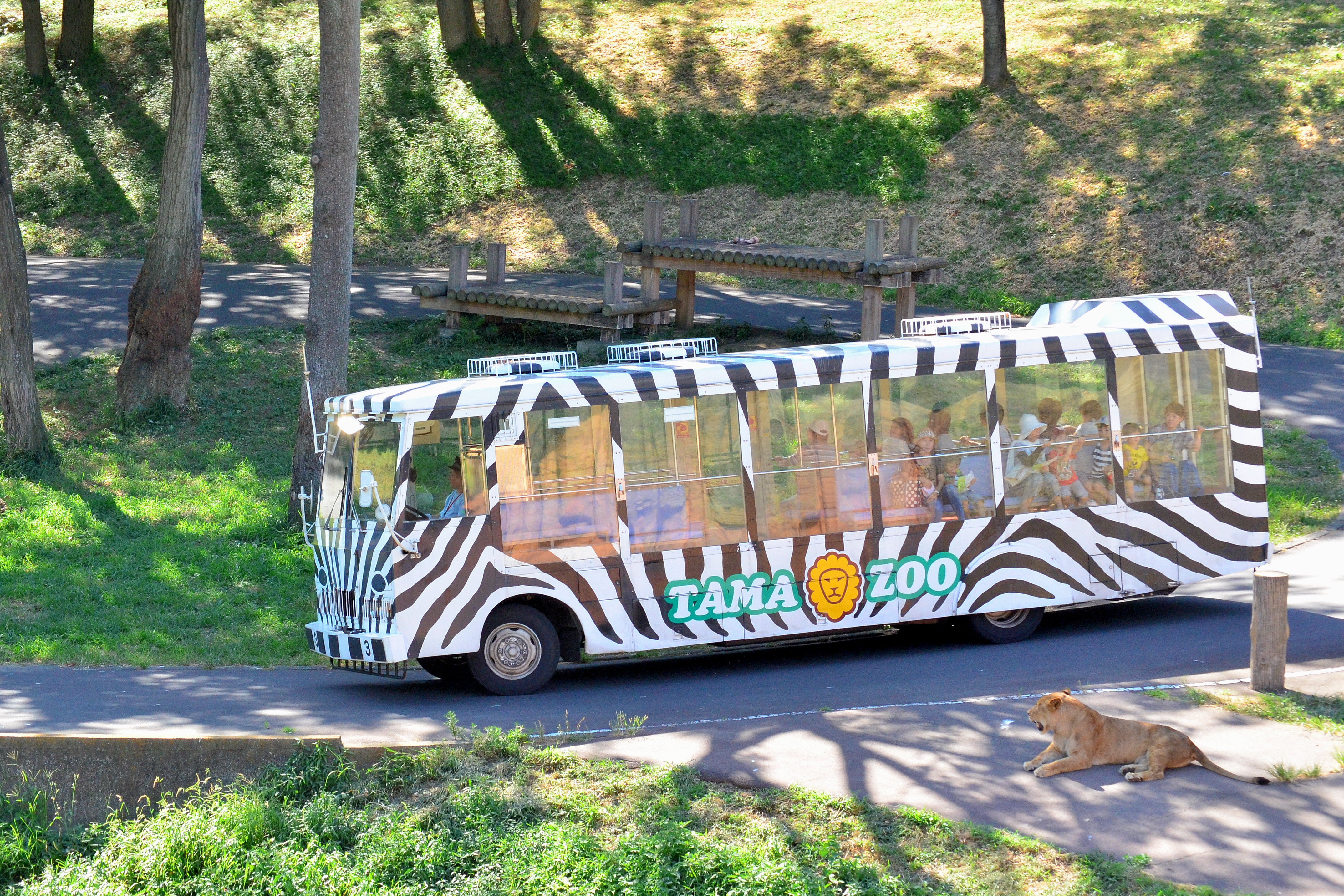
獅子巴士

獅子巴士（ライオンバス）
獅子巴士可近距離觀察獅子，是日本國內最早引進此服務的動物園。巴士由京王電鐵巴士運行。
大草原（サバンナ）
網紋長頸鹿、細紋斑馬、彎角劍羚、鴕鳥、鵜鶘等。
黑猩猩之森（チンパンジーの森）
高15公尺的塔與各式設施，可觀察黑猩猩的運動能力與智力。

### 澳洲園
無尾熊館（コアラ館）
展示無尾熊為、蜜袋鼯與環尾袋貂等有袋類。

### 昆蟲園

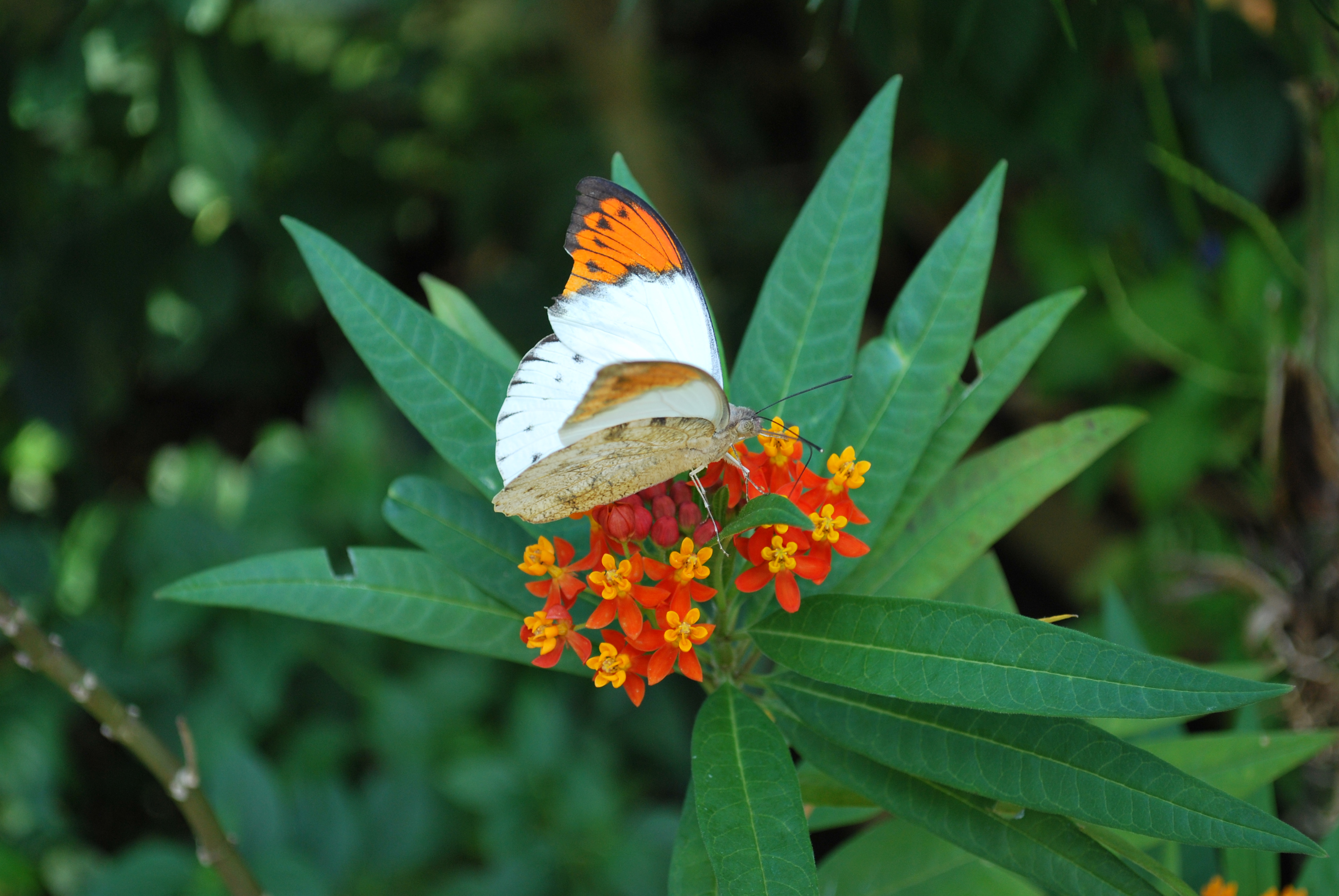
飼育的蝴蝶

昆蟲園本館
模仿蜻蜓形象打造的本館建築，展示昆蟲與標本。
昆蟲生態園
進行溫度調節，重現河川與森林等環境的展示空間，飼養蝴蝶、負蝽、獨角仙等昆蟲。
以蝴蝶為造型的場館在1989年入選日本建築學會賞。

## 代表動物
- 無尾熊
- 獅子
- 非洲象
- 小貓熊
- 紅毛猩猩
- 圓盾大袋鼠
- 馬來熊
- 西伯利亞虎
- 東方白鸛
- 朱䴉（特別展示）

等

## 歷史
- 1958年 - 開園。代表動物有黑猩猩、印度象、印度犀牛等。
- 1960年 - 網紋長頸鹿來園。開始建設非洲園。日本首次成功繁殖雙峰駱駝
- 1962年 - 日本首次成功繁殖羱羊、豚鹿。
- 1964年 - 獅子巴士啟動。
- 1965年 - 日本首次成功繁殖犛牛。
- 1966年 - 「草蜢與蝴蝶溫室（昆蟲生態園前身）」完成。日本首次成功繁殖馬來熊。
- 1967年 - 非洲象、獵豹、彎角劍羚來園。日本首次成功繁殖馴鹿。
- 1968年 - 日本首次成功繁殖查普曼斑馬、白羚羊。
- 1969年 - 昆蟲園本館開館。日本首次成功繁殖夜猴、狷羚等。
- 1970年 - 日本首次成功繁殖馬來貘、圓盾大袋鼠、雕鴞。
- 1965年 - 日本首次成功繁殖歐洲盤羊。
- 1973年 - 日本首次成功繁殖印度象。
- 1976年 - 日本首次成功繁殖白尾海雕。
- 1977年 - 大草原放飼場完成。
- 1978年 - 日本首次成功繁殖麋鹿、白頭鳶、美洲紅䴉等。
- 1980年 - 日本首次成功人工繁殖丹頂鶴。
- 1982年 - 日本首次成功繁殖北海道雪兔。
- 1984年 - 澳洲塔龍加動物園無尾熊來園。無尾熊館完成。
- 1985年 - 猛禽舍完成。日本首次成功繁殖 長鼻袋鼠、短鼻袋狸等。
- 1987年 - 世界首次成功繁殖日本睡鼠。
- 1988年 - 昆蟲生態園完成。日本首次成功繁殖東方白鸛。
- 1990年 - 獵豹、大草原舍完成。
- 1991年 - 亞洲山岳區完成。日本首次成功繁殖蜂鳥。
- 1993年 - 觀察中心（ウォッチングセンター）完成。
- 1996年 - 非洲象舍改建。世界首次成功繁殖黑面琵鷺。日本首次成功繁殖羚牛、紅頭美洲鷲、白鶴。
- 1997年 - 世界最高齡的水牛「ミタケ」死亡（36歲）。
- 1998年 - 非洲象繁殖成功。
- 2000年 - 黑猩猩之森、馬來貘水邊完成。
- 2002年 - 昆蟲館本館改建。
- 2005年 - 紅毛猩猩天空步道完成。
- 2007年 - 佐渡朱䴉保護中心的朱䴉來園。
- 2008年 - 朱䴉首度在佐渡以外的設施繁殖。亞洲沼地區完成。
- 2011年 - 3月17日至3月31日因東日本大地震影響暫時休園。
- 2013年 - 亞洲平原區完成。

## 入園資訊
- 開園時間：9:30～17:00（最後入園時間為16:00）
- 休園日：每周三（公共假日、補假、都民之日（日语：都民の日）時，隔天為休園日）與年末年初（12月29日～1月1日）
- 出租嬰兒車：觀察中心前。（500日圓）

### 交通
- 京王動物園線、多摩都市單軌線「多摩動物公園站」。
- 汽車：可利用付費停車場。

### 入園費
一般（高校生以上）
個人 600日圓/團體 480日圓
中學生（都外）
個人 200日圓/團體 160日圓
65歲以上
個人 300日圓/團體 240日圓
- 小學生以下、都內居民、都內就學之中學生、殘障人士與一名陪同人免費。
- 團體票需20人以上
- 綠之日、兒童之日、都民之日免費開放。
  - 9月15日～9月21日，60歲以上民眾（陪同人1名）免費。

## 備註
1. ↑  東京都事業　「重点公園・緑地」、「優先整備区域」一覧

## 外部連結
- 東京Zoo Net （页面存档备份，存于） - 官方網站
- 日野市觀光協會 （页面存档备份，存于） - 多摩動物公園介紹網頁